# ニューヨーク万国博覧会 (1964年)

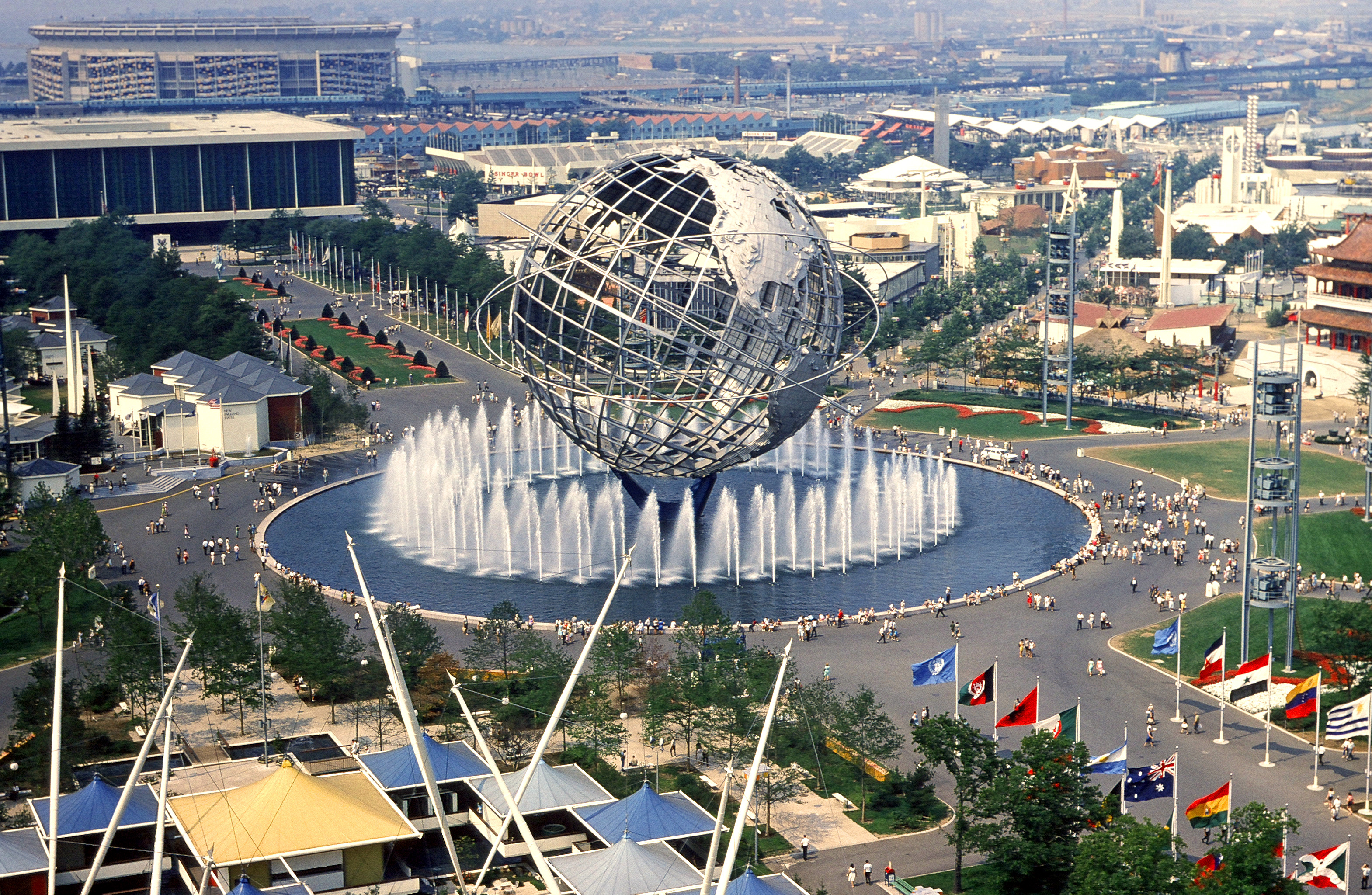
ニューヨーク万国博覧会の会場

1964年/1965年ニューヨーク世界博覧会（ニューヨークせかいはくらんかい, New York World's Fair 1964/1965）は、1964年4月22日から1965年10月17日までアメリカ合衆国ニューヨーク市クイーンズ区のフラッシング・メドウズ・パークで開催された国際博覧会である。

## 概要

### テーマ

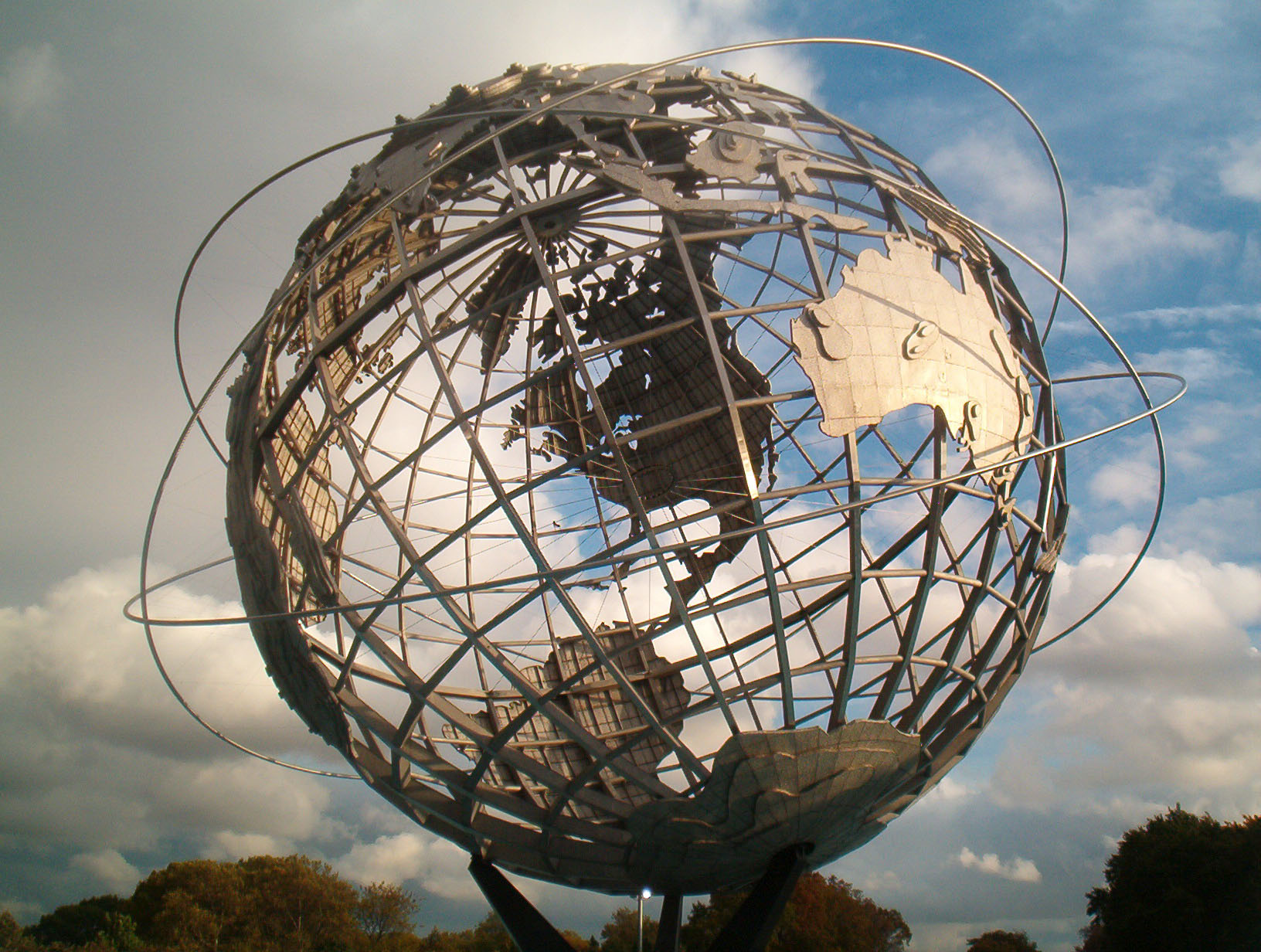
ユニスフィア

第二次世界大戦中の1939年に行われた1回目のニューヨーク万国博覧会と同じマンハッタン近郊のフラッシング・メドウズにある会場を使用して、規模を拡大して開催された。
テーマは「相互理解を通じた平和（Peace Through Understanding）」で、テーマにそって会場中心には「ユニスフィア」と呼ばれる地球をかたどったモニュメントが飾られた。なお、「世界博覧会」と銘打っているものの、2年間にわたる開催かつ参加者から出展料を取る規則のため博覧会国際事務局（BIE）の公認は受けていない。

### アメリカ史上最大の万博
足掛け2年に渡り開催される「アメリカ史上最大規模の万博」として参加各企業や政府によって盛んに宣伝がなされたこともあり、来場者数は5,100万人に達したが、当初の目標の7,000万人は下回った。アメリカの大企業中心の博覧会になり各社ともに莫大な費用をかけたパビリオンを設けたことから、「ビリオンダラー博覧会」とも呼ばれた。

## 主なパビリオン

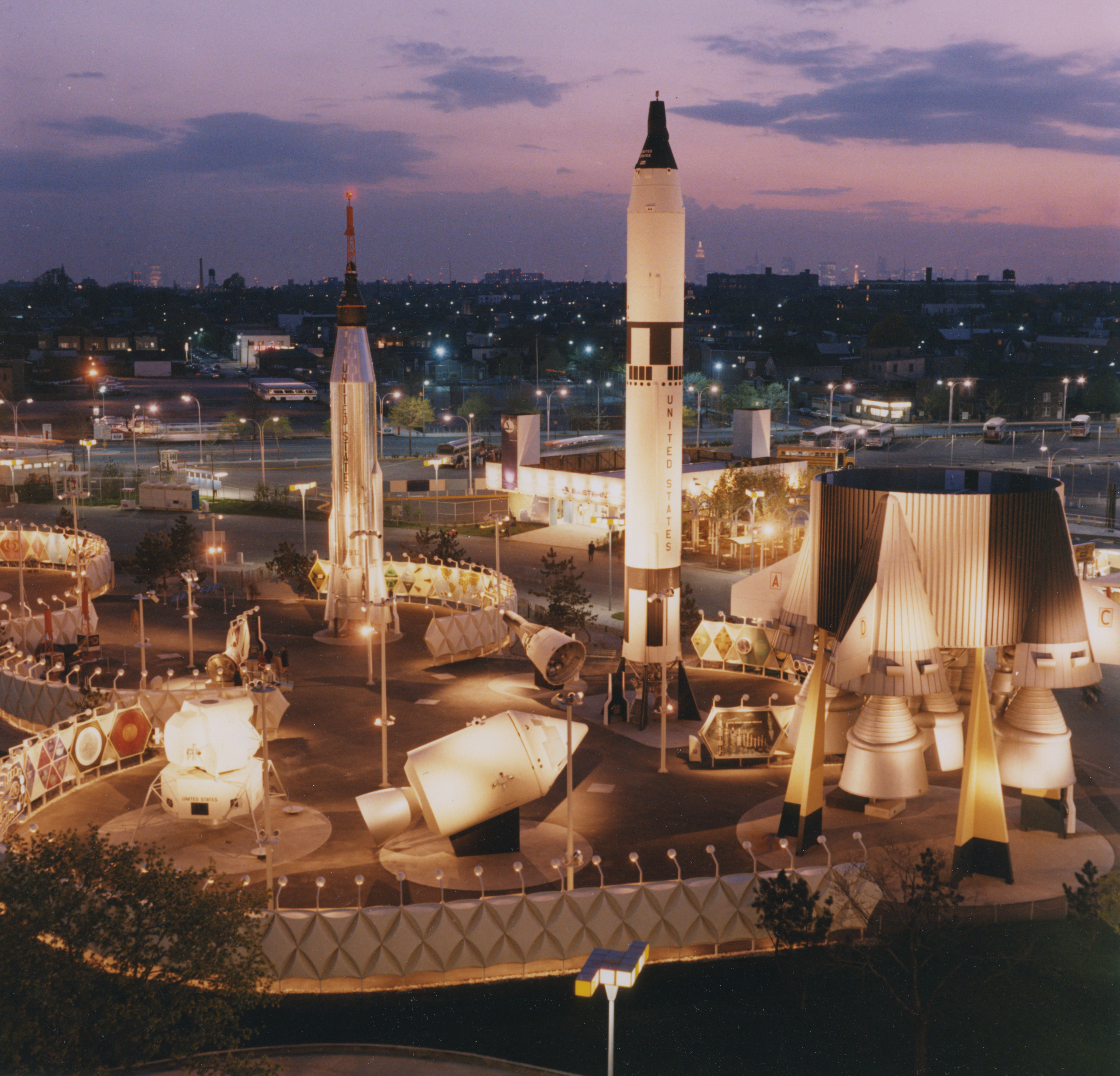
会場内夜景

当時のアメリカの好景気を反映して、2.6平方キロメートルという巨大な敷地にゼネラルモーターズやフォード・モーター、アメリカンエキスプレスやIBMなどアメリカを代表する大企業のパビリオンが、世界各国の政府や自治体などによるパビリオンと同様、もしくはそれを上回る規模で建てられ高い人気を呼んだ。
参加国は開催国のアメリカをはじめ、日本やスイス、メキシコやインドなど約60か国に及んだが、会期が規定の6か月以上であり、参加国から土地利用料をとるなど、国際博覧会条約の基準に合わなかったため未公認の博覧会となり、ソ連、イギリス、フランスなどの大国が参加を取りやめた。
日本は約2,388坪の日本館に政府関係として1号館にはJETROが、社団法人ニューヨーク世界博覧会協力会が民間企業の2号館と「HOUSE OF JAPAN」と名付けられたレストランの3号館が参加した。「HOUSE OF JAPAN」は日本庭園を持つ3階建ての日本趣味豊かなレストランで連日、ステージで伝統のショーが披露され人気を呼んだ。おもてなしの心を伝えるために客席、厨房を含め、1964年だけでも260余名が日本から派遣され接客にあたった。日本館の目玉となる展示品としては新幹線の実物大模型が出品された。日本館の設計は前川國男、会場構成は亀倉雄策が当たった。

### 政府・国際機関

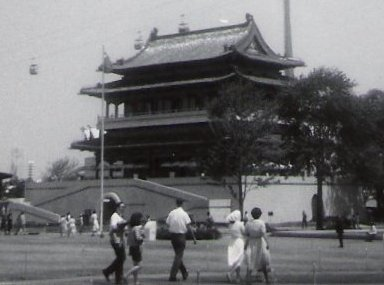
中華民国館

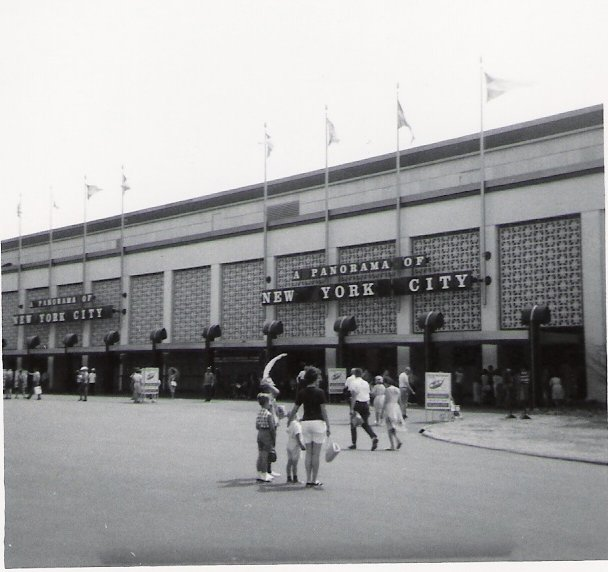
ニューヨーク市館

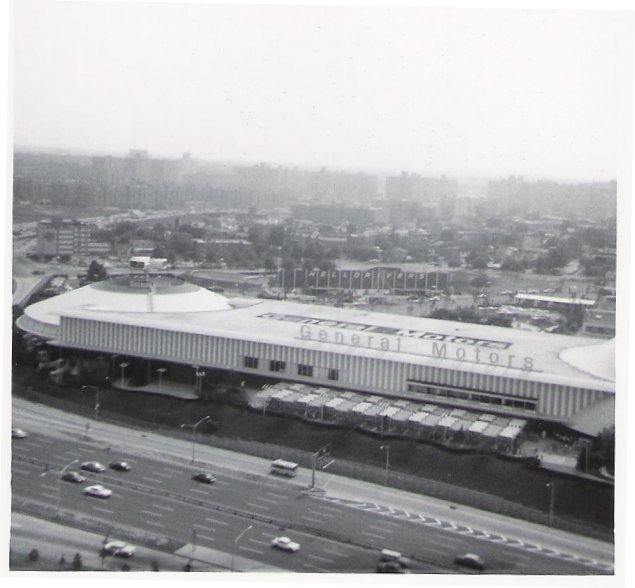
ゼネラルモーターズ館

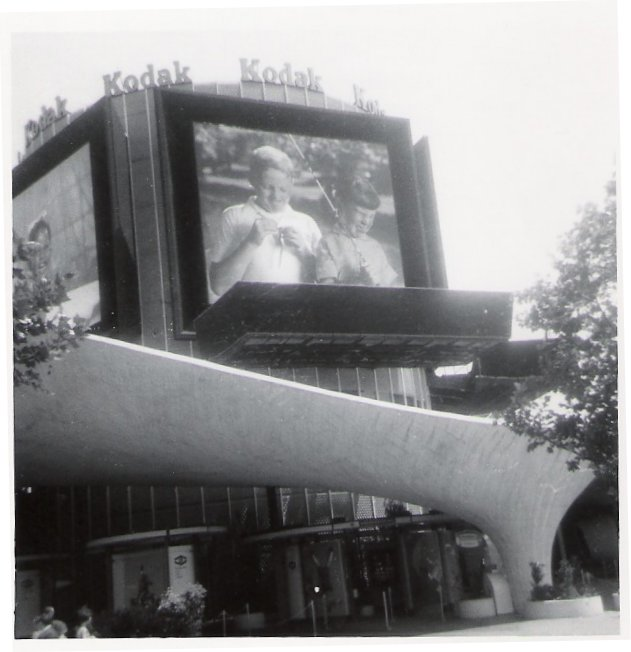
コダック館

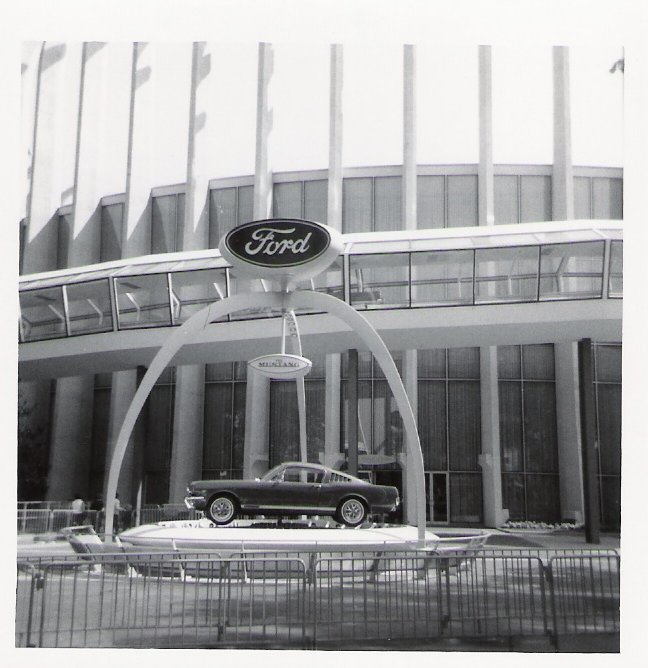
フォード館前に展示されるマスタング

- アメリカ
- 日本
- 中華民国
- フィリピン
- タイ王国
- インド
- パキスタン
- スウェーデン
- バチカン
- オーストリア
- ベルギー
- スイス
- ベネズエラ
- メキシコ
- イギリス領香港
- アラスカ州
- ウィスコンシン州
- モンタナ州
- ニューヨーク州
- ニューヨーク市
- ベルリン市

### 企業・団体
- ゼネラルモーターズ
- フォード
- クライスラー
- アメリカンエキスプレス
- ファースト・ナショナル・シティ
- ペプシコ
- コカ・コーラ
- イースタン航空
- ゼネラル・エレクトリック
- ウェスティングハウス
- シンクレア石油（Sinclair Oil）
- コダック
- デュポン
- SC ジョンソン
- シンガー
- RCA
- AT&T
- IBM
- NCR
- フリーメイソン
- モルモン教

### 主なアトラクション・展示物
- 「フューチュラマⅡ」（ゼネラルモーターズ館）
- 「イッツ・ア・スモールワールド」（ユニセフ館、ペプシコーラ提供）
- 「Think」（IBM館、チャールズ・イームズ製作の映画）
- 「新幹線」（日本館、実物大模型）
- 「フォード・マジック・スカイウェイ」（会場内の自動交通システム、フォード提供）
- 「恐竜庭園」（シンクレア）
- 「テレビ電話」（AT&T）
- 「大画面テレビ」（コダック館）
- 「THE BIG TOWN」（ニューヨーク市館、ニューヨーク市模型）

## エピソード

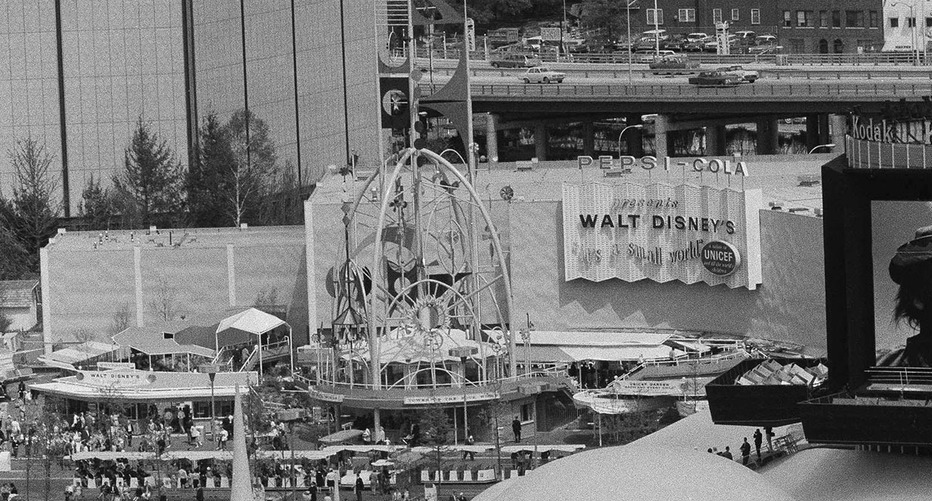
イッツ・ア・スモールワールド

- フォードの新型スポーツカー「マスタング」のワールドプレミアが、万博の開幕日にフォードのパビリオンで行われ、ヘンリー・フォード2世会長により発表された。
- 1939年に行われた1回目のニューヨーク万国博覧会で人気を博したゼネラルモーターズ館の「フューチュラマ」の最新バージョンの「フューチュラマⅡ」が出展され、前回と同じく高い人気を博した。なお、1939年の際に出展されたアトラクションの新バージョンを出したのは同社が唯一であった。
- ウォルト・ディズニーによって作られたペプシコーラ提供のユニセフ館の「イッツ・ア・スモールワールド」と、フォードが提供した自動運行交通システム「ピープルムーバー」は、その後カリフォルニア州アナハイムにあるディズニーランドに移築され、グッドイヤーの提供で1990年代後半まで運営された。
- 日本館に展示された新幹線は、会期中の1964年10月1日に営業運転を開始した。なお、会場内に展示されたのはモックアップであった。
- 手塚治虫は毎日新聞の特派員として取材に訪れた際にウォルト・ディズニーと対面した。